# Cerasus nikaii
Cerasus nikaii là loài thực vật có hoa trong họ Hoa hồng. Loài này được (Honda) H. Ohba mô tả khoa học đầu tiên năm 1992.